# Parolise
Parolise község (comune) Olaszország Campania régiójában, Avellino megyében.

## Fekvése
A megye keleti részén fekszik. Határai: Candida, Chiusano di San Domenico, Lapio, Montefalcione, Salza Irpina és San Potito Ultra.

## Története
Első említése 1197-ből származik. A következő századokban nemesi birtok volt. A 19. században nyerte el önállóságát, amikor a Nápolyi Királyságban felszámolták a feudalizmust.

## Népessége
A népesség számának alakulása:

## Főbb látnivalói
- San Vitaliano-templom